# Aslan Darabajew
Aslan Qairatuly Darabajew (kasachisch Аслан Қайратұлы Дарабаев Aslan Qairatūly Darabaev; * 21. Januar 1989 in Qaraghaily, Kasachischen SSR, heute Kasachstan) ist ein kasachischer Fußballspieler. Er spielt seit 2017 bei Irtysch Pawlodar in der Premjer-Liga, der höchsten kasachischen Spielklasse.

## Karriere
Darabajew begann seine Karriere bei Schachtjor Qaraghandy, wo er 2008 in die erste Mannschaft geholt wurde. In seiner ersten Saison wurde der Verein Siebenter, in der darauf folgenden Saison konnte der dritte Platz erreicht werden.
2010 wechselte er zum damaligen Meister FK Aqtöbe, wo er in der Qualifikation zur UEFA Champions League eingesetzt wurde. Sein Debüt auf europäischer Klubebene gab der Mittelfeldspieler am 14. Juli 2010 gegen Olimpi Rustawi aus Georgien. Darabajew wurde in der 80. Minute eingewechselt. Das Heimspiel wurde 2:0 gewonnen.

## Erfolge
- Kasachischer Pokalsieger 2013